# Steven Del Duca
Pour les articles homonymes, voir Del Duca.
Steven Del Duca, né le 7 juillet 1973 à Etobicoke, est un homme politique canadien de l'Ontario. Il devient chef du Parti libéral de l'Ontario en mars 2020.
Il est élu à l'Assemblée législative de l'Ontario lors de l'élection partielle du jeudi 6 septembre 2012. Il est le député qui représente la circonscription électorale de Vaughan du caucus du Parti libéral de l'Ontario.
Avant son élection à l'Assemblée législative, il a été le directeur des affaires publiques pour le Conseil des circonscriptions charpentiers de l'Ontario (en) et une aide de Dalton McGuinty Junior quand celui-ci a été le chef de l'opposition officielle.